# 大野岳 (鹿児島県)

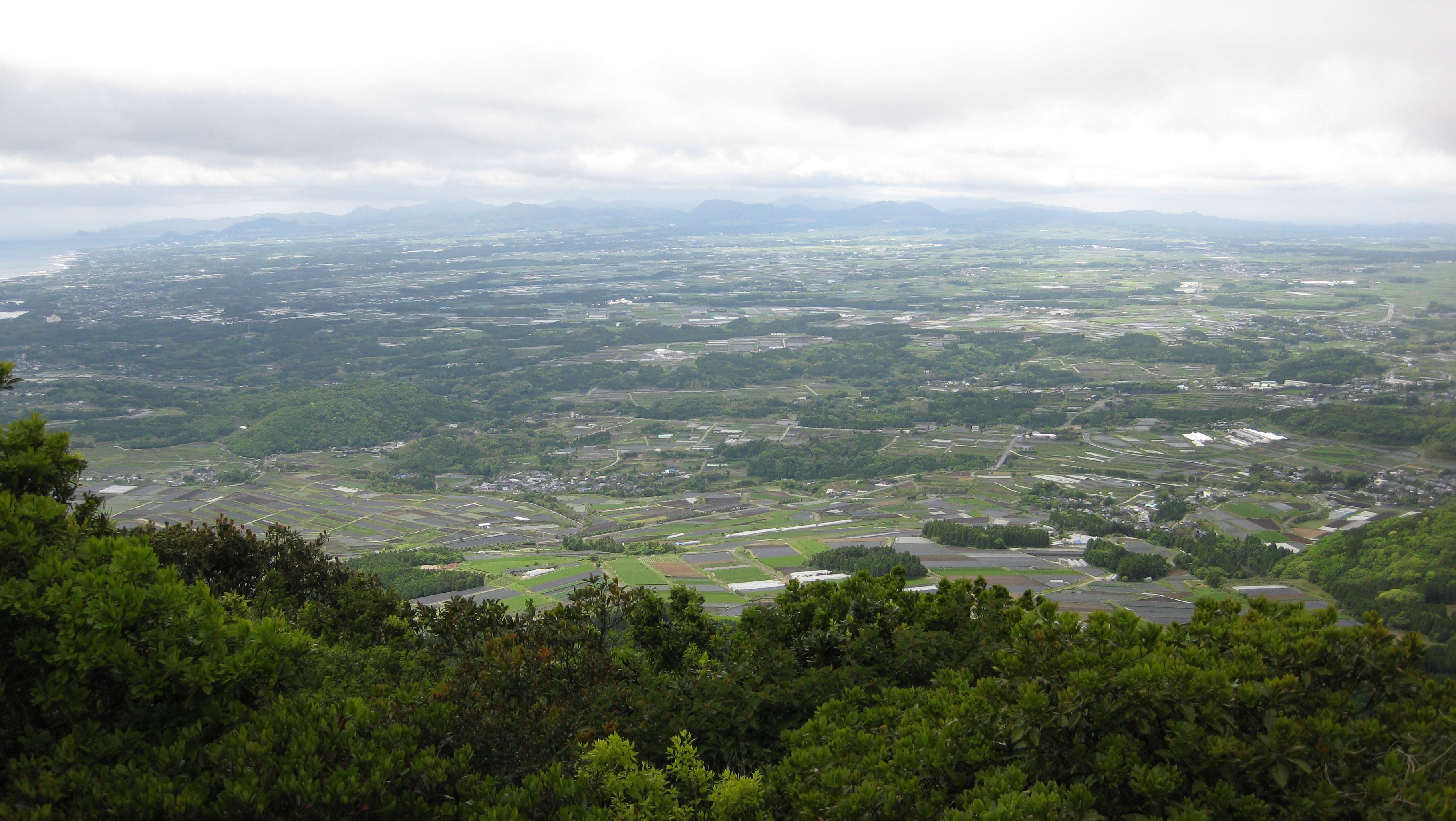
山頂から見た南薩台地

大野岳（おおのだけ）は、九州の薩摩半島南部に広がる南薩火山群に属する火山である。小型の成層火山であり、主として輝石安山岩からなる。形成年代は後期更新世と考えられているが、11万年前に噴出した阿多火砕流より古いか新しいかで意見が分かれている。
南側および西側からの登山道に加えて山腹を螺旋状に登る自動車道路が山頂付近まで伸びている。山頂には展望台が設けられており、西方に南薩台地、東方に池田湖や鹿児島湾、南方に開聞岳や東シナ海を望むことができる。山頂付近には大野岳神社や頴娃中継局がある。
植生は中腹にタブノキ、マテバシイ、スダジイ、イスノキなどの自然林、頂上付近にススキ、チガヤ、ゴキダケなどが分布する。絶滅危惧種に指定されているキバナチゴユリやナンゴクウラシマソウも見られる。
1987年（昭和62年）に山頂付近の24.3ヘクタールが生活環境保全林に指定され、大野嶽自然公園として道路、駐車場、広場などが整備された。毎年春にえい新茶・大野岳マラソン大会が開催され、大野岳登山コースが設定されている。